# SPR-2
SPR-2 „Rtutʹ” (ros. СПР-2 «Ртуть» pol. Rtęć, wg indeksu GRAU 1Л29, Станция Помех Радиовзрывателям, Stancyja Pomiech Radiowzrywatielam) – rosyjska stacja zakłócania łączności lotniczej i naziemnej oraz radarów, uniemożliwiająca działanie artyleryjskich zapalników radiowych.

## Historia
W latach 80. XX w. w Ogólnorosyjskim Naukowo-Badawczym Instytucie „Gradient” (ros. Всероссийский научно-исследовательский институт «Градиент») prowadzono prace nad nową stacją zagłuszeń. Pierwotnie zakładano powstanie nowej konstrukcji na bazie transportera opancerzonego BTR-70, w trakcie prac zdecydowano się na wykorzystanie BTR-80. Nowa konstrukcja została przyjęta na wyposażenie Armii Radzieckiej w 1985 r. Produkcja seryjna została uruchomiona przez Briański Zakład Elektromechaniczny (ros. Брянски электромеханически завод) w 1991 r. Stacja zabezpiecza jednostki, znajdujące się na ochranianym obszarze przed atakiem pociskami artyleryjskimi wyposażonymi w zapalniki radiowe. Działanie stacji ma doprowadzić do zdetonowania nadlatujących pocisków w bezpiecznej odległości od celu. Przewidziano, że w ten sposób będą ochraniane oddziały znajdujące się na pierwszej linii frontu, sztaby, wyrzutnie pocisków rakietowych oraz rejony koncentracji wojsk. Stacja ma możliwość pracy zarówno podczas postoju, jak i w trakcie ruchu. Może pracować w trybie automatycznym, rozpoznawczym oraz zakłóceń. Ochraniany obszar wynosi ok. 50 ha. Aby zwiększyć prawdopodobieństwo zakłócenia, jej działanie jest modulowane z wykorzystaniem efektu Dopplera.
W listopadzie 2013 r. Koncern „Technologie Radioelektroniczne” (KRET) poinformował, że zrealizował państwowe zamówienie na modernizację pojazdów walki radioelektronicznej. Nowe pojazdy otrzymały oznaczenie SPR-2M „Rtutʹ BM” 1L262 (ros. СПР-2М «Ртуть-БМ», 1Л262). Zastosowano podwozie gąsienicowe transportera MT-LB dostarczone przez zakłady Muromtiepłowoz (ros. Муромтепловоз) z Murom, całość była montowana w Kazańskich Zakładach Optyczno-Mechanicznych (ros. Казански оптико-механически завод). Jeszcze jesienią tego roku wojska rosyjskie otrzymały 10 pojazdów tego typu, docelowo planuje się wprowadzenie do użytku ok. 100 pojazdów. Zdolności produkcyjne zakładów są szacowane na 10-12 stacji wyprodukowanych rocznie. W maju 2014 r. stacje zostały wykorzystane podczas manewrów w rejonie Tambowa. Nowa wersja otrzymała możliwość zagłuszania częstotliwości VHF. Cena pierwszych 10 egzemplarzy stacji wyniosła 700 milionów rubli.
Zmodernizowana wersja pojazdu została zaprezentowana w 2015 r. podczas targów MAKS. W 2019 r. pojazdy weszły na wyposażenie oddziałów Centralnego Okręgu Wojskowego. Na potrzeby eksportu została opracowana wersja 1L262E.

## Konstrukcja

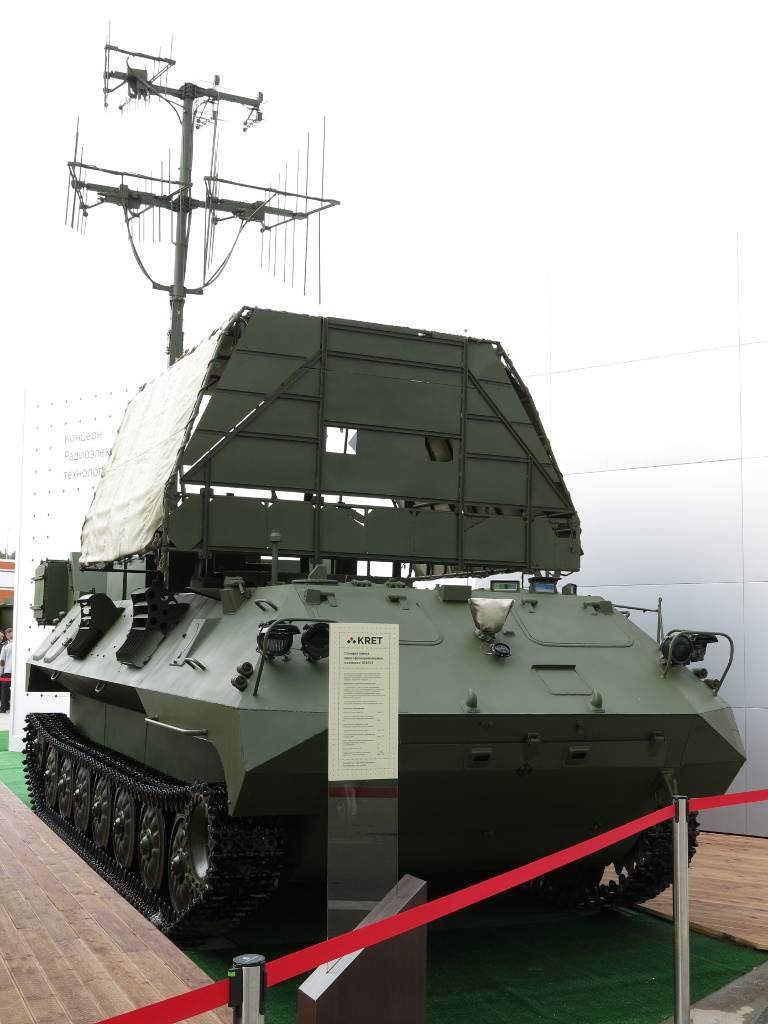
SPR-2 w położeniu bojowym

Stacja SPR-2 to samobieżna stacja walki elektronicznej. W wersji SPR-2M „Rtutʹ BM” jest zabudowana na nadwoziu transportera MT-LB, co zapewnia jej wysoką mobilność. Wodoszczelny kadłub pojazdu jest wykonany z walcowanych płyt pancernych łączonych spawami. Pancerz pojazdu zapewnia załodze ochronę przed pociskami broni strzeleckiej i odłamkami. W przedniej części znajduje się przedział transmisji napędu oraz przedział kierowania ze stanowiskiem kierowcy. Stanowisko operatora znajduje się w zaadaptowanym przedziale transportowym. Na tylnej części kadłuba transportera jest zamontowany podnoszony maszt z antenami. W pozycji marszowej maszt jest składany do przodu i kładziony na nadwoziu. Dla zabezpieczenia przed ewentualnymi uszkodzeniami jest osłonięty markizą. Stacja pracuje w zakresie częstotliwości od 95 do 420 MHz z mocą 250 watów. Zapewnia ochronę obszaru do 50 hektarów, prawdopodobieństwo skutecznego przeciwdziałania atakowi szacuje się na 80%. Działanie stacji opiera się na zakłóceniu radiowych systemów naprowadzania pocisków artyleryjskich i ich detonowaniu w znacznej odległości od celu lub zmuszanie ich do detonacji na powierzchni ziemi, a nie w powietrzu. W obu przypadkach zmniejsza to zniszczenia, jakich mogą doznać ochraniane jednostki. System jest w stanie tłumić jednocześnie do sześciu częstotliwości radiowych, jego zdolność do samodzielnego działania wynosi sześć godzin. Stacja może pracować w temperaturach od -40 do +50 °C. Określenie częstotliwości roboczej zapalników radiowych odbywa się z błędem nie większym niż 200-300 Hz. Przejście ze stanu marszowego do bojowego zajmuje obsłudze 10 minut.
Stacja SPR-2M może pracować w trybach:
- rozpoznawczym – pasywny tryb wyszukiwania częstotliwości, na których pracują nadajniki nieprzyjaciela,
- automatycznym – aktywny tryb zakłócania częstotliwości na których są aktywowane zapalniki radiowe,
- zakłóceń – aktywny tryb zakłócania łączności nieprzyjaciela.

## Użycie bojowe
System został wykorzystany w 2014 r. podczas ataku Rosji na Ukrainę. Jego obecność została stwierdzona w rejonie Gorłówki. Stacje SPR-2M zostały też wykorzystane podczas agresji wojsk rosyjskich na Ukrainę w 2022 r., zastosowano je do obrony nacierających wojsk i ich obiektów, a także infrastruktury na terytoriach okupowanych.